# Serguéi Abdrajmánov
Serguéi Abdrajmánov –en ruso, Сергей Абдрахманов– (Miass, URSS, 2 de febrero de 1990) es un deportista ruso que compitió en escalada. Ganó una medalla de oro en el Campeonato Europeo de Escalada de 2010, en la prueba de velocidad.

## Palmarés internacional
| Campeonato Europeo | Campeonato Europeo | Campeonato Europeo | Campeonato Europeo |
| Año                | Lugar              | Medalla            | Prueba             |
| ------------------ | ------------------ | ------------------ | ------------------ |
| 2010               | Imst (Austria)     | Medalla de oro     | Velocidad          |